# 鷹島口駅
鷹島口駅（たかしまぐちえき）は、長崎県松浦市今福町仏坂免にある、松浦鉄道西九州線の駅である。
元寇終焉の地である鷹島への玄関口であることから「元寇の島“鷹島”の玄関」の愛称が付けられている。

## 歴史
- 1990年（平成2年）3月10日：松浦鉄道西九州線の今福鷹島口駅（いまぶくたかしまぐちえき）として新設[1][2]。
- 1994年（平成6年）10月3日：鷹島口駅（たかしまぐちえき）に改称[1]。
- 2015年（平成27年）5月11日：駅愛称が「元寇の島“鷹島”の玄関」に決定[3]。

## 駅構造
単式ホーム1面1線を有する地上駅。
無人駅。駅舎は無いが、待合室とトイレが設置されている。

## 利用状況
近年の1日平均乗車人員の推移は以下の通り。
| 乗車人員推移 | 乗車人員推移 |
| 年度         | 1日平均人数  |
| ------------ | ------------ |
| 1998         | 101          |
| 1999         | 89           |
| 2000         | 83           |
| 2001         | 94           |
| 2002         | 73           |
| 2003         | 75           |
| 2004         | 58           |
| 2005         | 97           |
| 2006         | 62           |
| 2007         | 69           |
| 2008         | 71           |
| 2009         | 49           |
| 2010         | 51           |

## 駅周辺
駅から徒歩約2分、国道204号に下りた所にある今福港からは、沖合にある鷹島（旧・北松浦郡鷹島町）へフェリーが出ている。鷹島フェリー待合所にも当駅時刻表が掲示されている。駅は崖沿いの高台にある。住宅は海沿いの方にやや多い。
- 西肥バス「今福」停留所

## 隣の駅
松浦鉄道
■西九州線
今福駅 - 鷹島口駅 - 前浜駅